# Francesca Solleville
Francesca Solleville, née le 2 mars 1932 à Périgueux (Dordogne), est une chanteuse française dans la tradition de la chanson rive gauche engagée.
Riche d'une carrière de plus de soixante ans, son répertoire est essentiellement constitué de chansons à portée littéraire et engagée. 
Elle est aujourd'hui l'une des doyennes des interprètes de la chanson française, avec Pierre Perret, Hugues Aufray et Marie-Thérèse Orain.

## Biographie

### Origines et études
Francesca Solleville est née à Périgueux, d'un père gascon originaire de Marmande, issu d'une famille de notables conservateurs, et d'une mère italienne qui avait émigré en France avec ses parents pour fuir le fascisme, membre du mouvement antifasciste « Giustizia e libertà ». Elle est la petite-fille de Luigi Campolonghi, membre du parti socialiste italien et animateur de la Ligue italienne des droits de l'homme.
Elle suit des études de lettres à la Sorbonne où elle obtient une licence, et reçoit une formation de chant auprès de la cantatrice Marya Freund. Elle est engagée dans les chœurs de Radio France.

### Carrière
À partir de 1959, Francesca Solleville délaisse le chant lyrique pour chanter ses auteurs préférés dans les cabarets Rive-Gauche de Paris. Influencée par Germaine Montero et encouragée par Léo Ferré, elle est orientée par Jacques Douai vers la maison de disques Boîte à musique.
Elle chante dans de nombreux cabarets, notamment à l'Écluse, où elle se produit avec Barbara, à La Contrescarpe où Elsa Triolet et Louis Aragon viennent l'entendre chanter, à La Colombe où elle croise  Pierre Perret et au Port du Salut où chantent également Christine Sèvres, Jacques Debronckart, Maurice Fanon, Pia Colombo, Pierre Louki, Ricet Barrier. En 1959, elle interprète à la Mutualité deux chansons de Louis Aragon (La rose du premier de l'an et Un homme passe sous la fenêtre et chante). Elle enregistre son premier 45 tours Francesca Solleville chante Aragon et Mac Orlan. La même année, elle participe à des disques collectifs (chansons enfantines en 45 tours, chansons  d'enfants en 33 tours 25 cm).
En 1960, elle chante pour son deuxième 45 tours Luc Bérimont, Aragon et Ferré. En 1961 elle chante Mac Orlan dans un nouveau 45 tours.
En mai 1962, paraît son premier album 25 cm, intitulé Récital no 1, où elle chante les poètes Paul Fort (La Marine, mis en musique par Georges Brassens), Charles Baudelaire, Louis Aragon et Jean Ferrat (J'entends, j'entends).
Dans les années 1960, elle enregistre également des chansons d'Hélène Martin, Georges Coulonges, Yani Spanos, Philippe-Gérard, Serge Rezvani, et des poèmes de Guillaume Apollinaire et Jean Genet. Elle chante dans le film Dragées au poivre qui sort en 1963.
Elle interprète des chansons engagées contre le nazisme, le franquisme, la guerre du Viêt Nam. Elle soutient également la cause ouvrière (Le Chant des ouvriers). En 1971, elle enregistre avec Mouloudji et Armand Mestral La Commune en chantant, un hommage aux cent ans de la Commune de Paris. En 1975, elle sort Chants d'exil et de lutte sur des textes de Pablo Neruda. En 1988, elle célèbre le bicentenaire de la Révolution française avec Musique, citoyennes ! Allain Leprest écrit les paroles de son album Al Dente de 1994. Avec les albums Grand frère Petit frère (2000) et On s'ra jmais vieux (2003), elle noue de nouvelles collaborations et prête sa voix à plusieurs générations d'auteurs : Bernard Joyet, Véronique Pestel, Anne Sylvestre, Jean-Max Brua, Gilbert Laffaille, Jean-Michel Piton, Michel Bülher, ...
En 2004, elle publie son autobiographie, A piena voce, écrite avec la collaboration de Marc Legras. En 2009, elle fête ses 50 ans de chanson. La même année, un ouvrage lui est consacré, croisant son portrait avec celui d'Allain Leprest.
Francesca Solleville est, avec Isabelle Aubret et Christine Sèvres, la chanteuse ayant le plus interprété Jean Ferrat.
En 2012, elle offre son témoignage dans le documentaire d'Yves Jeuland, Il est minuit Paris s'éveille, aux côtés de Juliette Greco, Charles Aznavour, Jean Rochefort, Marie-Thérèse Orain, Serge Lama, Paul Tourenne, Anne Sylvestre et Henri Gougaud.
Elle enregistre son dernier album en 2019, Les Treize coups de minuit, et se produit sur scène jusqu'en 2023. Le 16 juillet 2022, un concert est organisé pour célébrer ses 90 ans dans le cadre du festival Jean Ferrat d'Antraigues. Une quinzaine d'artistes y participent dont Les Ogres de Barback, Juliette, Rémo Gary, Michèle Bernard et Bernard Joyet. 

### Hommages et récompenses
Francesca Solleville reçoit le Grand Prix de l'Académie Charles-Cros en 1964.
Elle inaugure le 21 septembre 2024 la médiathèque qui porte son nom à Antraigues-sur-Volane, village où habitait son ami Jean Ferrat et où elle possède une maison. 

### Engagements
Francesca Solleville est militante du Parti Communiste depuis 1944.
En 1990, elle signe l'Appel des 75 contre la guerre du Golfe. Le 30 novembre 2015, elle est parmi les signataires de l'Appel des 58 : « Nous manifesterons pendant l'état d'urgence »,. En septembre 2018, elle co-signe une tribune dans The Guardian soutenant l’appel des artistes palestiniens à boycotter l’édition 2019 du concours de l’Eurovision qui doit se tenir en Israël.

### Vie privée
En 1959, Francesca Solleville épouse le peintre Louis Loyzeau de Grandmaison (1928-2020). Ensemble, ils adoptent une fille nommée Victoire. 
Après avoir longtemps vécu à Ivry-sur-Seine, elle réside à Malakoff depuis 1984.

## Discographie

### Albums en public
- 1996 : Al dente - enregistrement du spectacle
- 2001 : En tournée au Japon

### 45 tours
- Francesca Solleville chante Aragon et Mac Orlan - 1959
- Francesca Solleville chante Aragon, Bérimont, Ferré - 1960
- Francesca Solleville chante Mac Orlan n°4 - 1961
- Francesca Solleville n° 3 - 1961
- Vingt ans - 1963
- Nuit et Brouillard - 1964
- Paris-Cayenne - 1964
- La Petite Juive - 1966
- Les Tuileries - 1966
- La Légende des Saintes Maries de la Mer - 1967
- Et je t'appelle - 1968
- Francesca Solleville chante Paul Éluard - 1969
- Je t'aime - 1970
- Je suis ainsi - 1972
- Demande aux femmes - 1974

### Participations
- 1959 : Chansons enfantines (45 tours)
- 1959 : Chansons d'enfants
- 1962 : Made in France
- 1963 : Dragée au poivre (B.O.F.)
- 1967 : Chansons rive gauche
- 1971 : La Commune en chantant
- 1971 : Naissance de Saint-Germain-des-Prés
- 1972 : Ballades et complaintes syndicalistes - Le chant des ouvriers - Double 33 tours
- 1975 : Chants d'exil et de lutte
- 1975 : Paris populi, de Georges Coulonges et Francis Lemarque
- 1977 : Chant pour les enfants du Chili
- 1983 : La révolte des Canuts
- 1991 : Inédits 91 de Colette Magny (interprétation de Les Chants des hommes de Nazim Hikmet)
- 1997 : Chansons de poètes : Louis Aragon, anthologie de la chanson française
- 2003 : Hommage aux grands de la chanson (interprétation de 3 chansons)
- 2005 : Les Grands Poètes & la Chanson française (interprétation de 9 chansons)
- 2005 : Le Cri du peuple
- 2007 : René Char - Terres mutilées & Dans mon pays d'Hélène Martin
- 2009 : Chez Leprest. Vol.2 (interprétation de Je ne te salue pas d'Allain Leprest)   2013 : Autour de Jack Treese (interprétation de 2 chansons: Ma Guitar et de A Man, He Bled His Whole Life de Jack Treese et Jean-François Gaël)
- 2015 : 20 ans ! Les Ogres de Barback (interprétation de Ma France de Jean Ferrat)
- 2015 : Les Hurlements d'Léo chantent Mano Solo (interprétation de la chanson Le Monde entier de Mano Solo avec Les Hurlements d'Léo)

## Théâtre
- 1964 : Le Trèfle fleuri de Rafael Alberti, mise en scène Pierre Debauche, Théâtre Daniel Sorano Vincennes
- 1985 : Et pourquoi pas chanteuse ?, chanson de Pierre Grosz et Michel Precastelli, mise en scène Jean-Claude Penchenat, théâtre Victor Hugo (Bagneux) puis tournées
- 1988 : Le Campagnol fête Marivaux (La Colonie), mise en scène Jean-Claude Penchenat, rôle madame Sorbin, la Piscine (Châtenay-Malabry)
- 1998 : Les Enfants gâtés, texte et mise en scène Jean-Claude Penchenat, musique de Bernard Yanotta, chapiteau des tréteaux de France -Jean Danet au parc de Saint-Cloud puis tournées

## Filmographie
- 1963 : Dragées au poivre de Jacques Baratier : une chanteuse
- 1983 : Les Beaux quartiers, téléfilm réalisé par Jean Kerchbron, d'après le roman de Louis Aragon : Francesca Solleville, tout comme Marc Ogeret, y fait une apparition.
- 2011 : Francesca Solleville, montrez-moi la phrase, film documentaire de Bernard Darnault, 52 min, produit par Inthemood… Productions